# Euryleonis
Euryleonis aus Sparta war eine Olympiasiegerin bei den Olympischen Spielen.
Unsere einzige Quelle zu ihr ist Pausanias, der berichtet, dass ihr zu Ehren eine Statue in Sparta errichtet wurde. Nach Pausanias gewann sie das Rennen mit der Biga (Synoris). Zumeist wird angenommen, dass dies bei den 103. Olympischen Spielen 368 v. Chr. war, jedoch ist dieses Datum nicht gesichert.
Euryleonis war erst die zweite weibliche Siegerin in Olympia, in den Jahren 396 v. Chr. und 392 v. Chr. gelang es der spartanischen Prinzessin Kyniska, das Tethrippon zu gewinnen. 